# Danielle Lappage
Danielle Suzanne Lappage, née le 24 septembre 1990 à Olds (Alberta), est une lutteuse canadienne.

## Carrière
Médaillée d'or en moins de 63 kg aux Jeux de la Francophonie de 2013 à Nice et aux Jeux du Commonwealth de 2014 à Glasgow, Danielle Lappage participe aux Jeux olympiques d'été de 2016 à Rio de Janeiro, mais se blesse dès son premier combat contre l'Ukrainienne Yuliya Tkach.
Elle est médaillée d'argent des moins de 68 kg aux Jeux du Commonwealth de 2018 à Gold Coast, puis médaillée d'argent des moins de 65 kg aux Championnats du monde de lutte 2018 à Budapest.